# Elon University
Elon University är ett privat liberal arts university i Elon, North Carolina, USA.

## Historik
| Presidenter vid Elon   | Presidenter vid Elon | Presidenter vid Elon |
| President              | Från                 | Till                 |
| ---------------------- | -------------------- | -------------------- |
| William S. Long        | 1889                 | 1894                 |
| William Wesley Staley  | 1894                 | 1905                 |
| Emmett Leonidas Moffit | 1905                 | 1911                 |
| William Allen Harper   | 1911                 | 1931                 |
| Leon Edgar Smith       | 1931                 | 1957                 |
| James Earl Danieley    | 1957                 | 1973                 |
| James Fred Young       | 1973                 | 1998                 |
| Leo Michael Lambert    | 1999                 |                      |

Elon College grundades av Christian Connection, som senare blev en del av United Church of Christ.

## Presidentbesök
En rad prominenta gäster har besökt och hållit tal vid Elon, däribland Lyndon B. Johnson, Jimmy Carter, George H. W. Bush, Bill Clinton, Colin L. Powell, Madeleine Albright, Margaret Thatcher, Ehud Barak, Elie Wiesel, John Glenn, Buzz Aldrin, Brian Williams och Anderson Cooper.

## Kända elever

### Näringslivet
- Kerrii Anderson - f.d. president för Wendy's International, Inc.
- Robert Model - sonson till William Rockefeller

### Konst, litteratur, underhållning
- Rich Blomquist - författare
- Reno Collier - komiker
- Lisa Goldstein - skådespelare
- Tal Henry
- H. Reid - författare, fotograf och historiker
- Martin Ritt - regissör, skådespelare
- Katherine Southard - Miss North Carolina 2009
- Mike Trainor - komiker
- Kenneth Utt - skådespelare och producent

### Sport
- Tal Abernathy - Major League Baseball pitcher
- Jesse Branson - basketspelare
- Ward Burton - racerförare
- Cap Clark - Major League Baseball catcher
- Billy Devaney - Tränare för St. Louis Rams
- Bill Dougherty-
- Wes Durham -
- Joey Hackett
- Frank Haith - baskettränare för University of Missouri
- Greg Harris - Major League Baseball pitcher
- Bunn Hearn - Major League Baseball pitcher
- Terrell Hudgins
- Don Kernodle - brottare
- Steven Kinney - försvare för Chicago Fire
- Rich McGeorge
- Jack McKeon - basebolltränare
- Jim Morris - basebolltränare
- Blake Russell - olympisk löpare
- Tony Settles - Linebacker för Washington Redskins
- Ed Sauer - Major League Baseball